# اندیس مغانلو
مغانلو یک اندیس غیرفلزی است که در  استان کردستان قرار دارد و مادهٔ معدنی موجود در آن، نمک است.  در این اندیس، پاراژنز‌های ژیپس یافت می‌شوند.